# Gerswalde
Gerswalde is een gemeente in de Duitse deelstaat Brandenburg, en maakt deel uit van de Landkreis Uckermark. Gerswalde maakt met vier andere gemeenten deel uit van het Amt Gerswalde en is daarvan het bestuurscentrum.
Gerswalde telt 1.588 inwoners.